# Radula gemmulosa
Radula gemmulosa là một loài rêu trong họ Radulaceae. Loài này được S. Hatt. mô tả khoa học đầu tiên năm 1959.
Danh pháp khoa học của loài này chưa được làm sáng tỏ. 